# Binazeit
Binazeit (aragonès), Vinaceite (castellà) és un municipi de la comarca del Baix Martín, província de Terol, a l'Aragó. L'economia del poble es basa en l'agricultura de l'olivera i la ramaderia.

## Agermanament
- Lherm, França.